# Álex Diego
Álex Diego Tejado (nació el 1 de julio de 1985 en Ciudad de México), es un exfutbolista y entrenador mexicano; se desempeñaba como mediocampista. 

## Trayectoria

### Futbolista
Inició su carrera con Club Universidad Nacional, pero ante la necesidad de Jaguares de Chiapas por sumar minutos en la regla del menor, fue a préstamo al conjunto chiapaneco, debutando el 21 de enero del 2006, enfrentando a Guadalajara en el Estadio Víctor Manuel Reyna, en partido correspondiente a la Jornada 1 del Clausura 2006; los Naranjas ganaron 3-1.
Para el siguiente semestre llega a Pumas, en donde obtuvo regularidad, acumulando 570 minutos en 16 partidos. Fue Campeón con los Auriazules en el Clausura 2009. 
Fue cedido al Atlante de cara al torneo Apertura 2010, donde se ganó rápidamente la confianza del "Piojo" Miguel Herrera. En el Apertura 2012, llegó a Lobos BUAP en la Liga de Ascenso de México donde tuvo una destacada Temporada, lo que le permitió regresar a los Potros de Hierro del Atlante. El Clausura 2014 jugó con Delfines Fútbol Club y después de seis meses pasó a Alebrijes de Oaxaca, donde se retiró al finalizar el Clausura 2016.

### Entrenador
En 2018 se desempeñó como auxiliar técnico en equipos de categorías inferiores de los Pumas. 
El 3 de diciembre del 2018, fue nombrado entrenador de los Alebrijes de Oaxaca. En abril del 2019 fue cesado del cargo. 
El 15 de mayo del 2019, fue presentado como director técnico del Atlante. 
El 1 de julio del 2020, fue nombrado director técnico del Querétaro. 
Del 1 de enero de 2023 al 31 de diciembre de 2023, fue auxiliar técnico de Andrés Lillini, Eduardo Fentanes, Rafael Dudamel y Alberto Padilla en Club Necaxa.
Desde el 1 de enero del 2024 es entrenador de la Selección Mexicana Sub-18.

## Clubes

### Futbolista
| Club                      | País   | Año       | PJ | Goles |
| ------------------------- | ------ | --------- | -- | ----- |
| Jaguares de Chiapas       | México | 2006      | 6  | 0     |
| Club Universidad Nacional | México | 2006-2010 | 38 | 2     |
| Atlante                   | México | 2010-2011 | 8  | 1     |
| Lobos BUAP                | México | 2011-2012 | 10 | 0     |
| Atlante                   | México | 2012-2014 | 15 | 1     |
| Delfines Fútbol Club      | México | 2014      | 6  | 0     |
| Alebrijes de Oaxaca       | México | 2014-2016 | 42 | 1     |

### Entrenador
| Club                | País   | Año       |
| ------------------- | ------ | --------- |
| Alebrijes de Oaxaca | México | 2018-2019 |
| Atlante             | México | 2019-2020 |
| Querétaro           | México | 2020      |

## Palmarés

### Futbolista
Campeonato nacional
| Título  | Club                      | Torneo        |
| ------- | ------------------------- | ------------- |
| Liga MX | Club Universidad Nacional | Clausura 2009 |